# Comisión de Responsabilidades

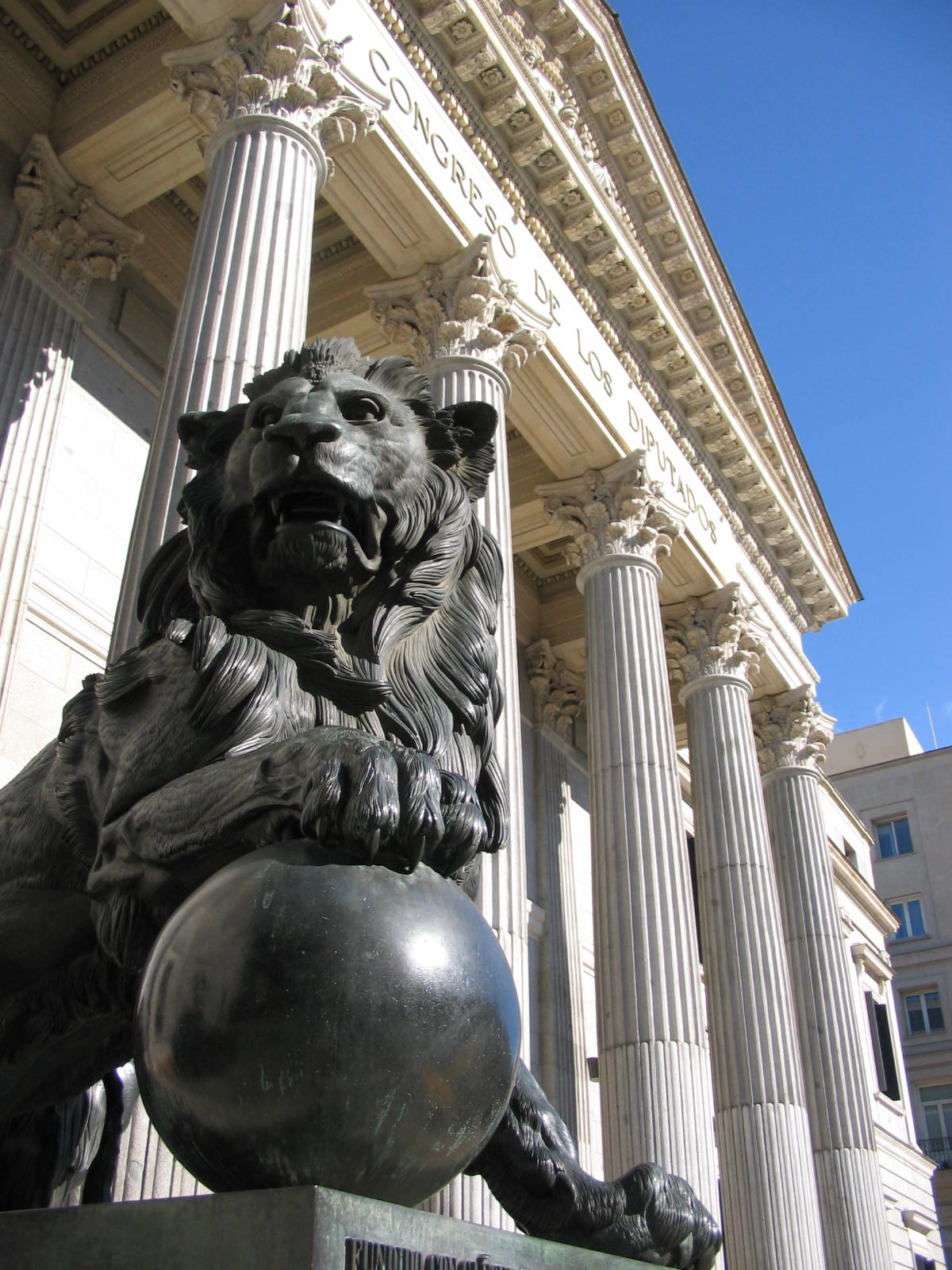
Fachada del edificio del Congreso de los Diputados.

La Comisión de Responsabilidades fue una comisión parlamentaria de las Cortes Constituyentes de la Segunda República Española encargada de depurar las responsabilidades contraídas durante la monarquía de Alfonso XIII, especialmente a partir de la instauración en 1923 de la dictadura de Primo de Rivera. En principio era la continuación de las dos Comisiones establecidas en 1922 y 1923 por los dos últimos gobiernos constitucionales del reinado de Alfonso XIII para ocuparse de las responsabilidades por el desastre de Annual y cuya base de trabajo había sido el Expediente Picasso. Sin embargo, la Comisión de Responsabilidades republicana no llegaría a realizar ninguna actuación sobre este asunto, porque se centró en las responsabilidades del exrey Alfonso XIII y de los exministros de la dictadura. 
La ley de 26 de agosto de 1931 de la Comisión de Responsabilidades le atribuyó a esta tales competencias que la convirtió en un órgano judicial en abierta contradicción con varios artículos del proyecto de Constitución que las Cortes estaban debatiendo. Así que para que sus atribuciones y resoluciones no pudieran ser invalidadas en cuanto se aprobara la Constitución se optó por incluir la ley en la Carta Magna de la República (la misma solución que se adoptó con la Ley de Defensa de la República de 21 de octubre de 1931). Así en la disposición transitoria segunda se decía: «La ley de 26 de agosto próximo pasado, en la que se determina la competencia de la Comisión de responsabilidades, tendrá carácter constitucional transitorio hasta que concluya la misión que le fue encomendada, y la de 21 de octubre conservará su vigencia asimismo constitucional mientras subsistan las actuales Cortes Constituyentes, si antes no la derogan expresamente». 
Las nuevas Cortes surgidas de las elecciones de noviembre de 1933, con mayoría del centro y de la derecha, no reanudaron la Comisión de Responsabilidades sino que decidieron el 10 de mayo de 1934  que «los sumarios y diligencias de todas clases» en poder de la Comisión pasasen al Tribunal Supremo para continuar «la sustanciación de cada asunto». Así que el Alto Tribunal abrió la instrucción «para depurar las responsabilidades en que pueda haber incurrido el mando con motivo de los sucesos ocurridos en la Comandancia General de Melilla en los meses de julio y agosto de 1921», pero el 9 de julio de 1935 dictaminó el archivo de la causa porque no se apreciaban más hechos punibles que los ya juzgados (la única sentencia dictada por el «desastre de Annual» había sido el arresto militar de seis meses del general Dámaso Berenguer). Sobre las posibles responsabilidades políticas, el Supremo concluyó que las únicas que pudieran derivarse estarían sujetas «al juicio de la historia, y sólo [sic] exigibles por la opinión pública o por medio de sus órganos representativos».

## Antecedentes

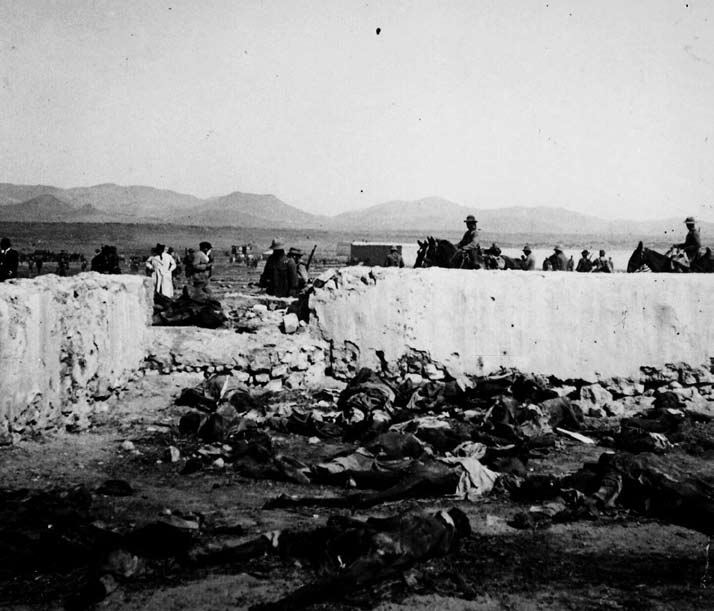
Cadáveres encontrados en Annual.

Entre finales de julio y principios de agosto de 1921 se produjo la mayor derrota del Ejército colonial español en el Protectorado de Marruecos. En el que sería conocido como el «Desastre de Annual», murieron más de 8 000 hombres —la mayor parte de ellos soldados de reemplazo— incluido el general Fernández Silvestre que comandaba las tropas y que durante varios años había sido miembro de la Casa Militar del rey Alfonso XIII. El territorio de control efectivo español en el Protectorado se vio reducido a las plazas de Ceuta y Melilla, y a Tetuán y Larache, con lo que se perdieron todos los avances conseguidos en la anterior campaña, la de 1912-1913. Los vencedores de Annual, la República del Rif liderada por Abd el-Krim, se apoderaron de 20 000 rifles y de 200 cañones e hicieron varios centenares de prisioneros españoles.
La conmoción que causó en España la tragedia fue enorme. El gobierno presidido por el conservador Manuel Allendesalazar intentó ocultar los hechos imponiendo la censura a la prensa, pero estos se acabaron conociendo y el 11 de agosto dimitió. Alfonso XIII le encargó formar gobierno al viejo líder conservador Antonio Maura que logró contar con el apoyo de los dos partidos del turno, de los catalanistas de Francesc Cambó, de los reformistas de Melquiades Álvarez e incluso de los republicanos de Alejandro Lerroux. Los socialistas no se pronunciaron. Maura apoyó la decisión que había tomado Allendesalazar antes de dimitir de nombrar al general Picasso, miembro del Consejo Supremo de Guerra y Marina, máximo órgano judicial de la jurisdicción militar, para que elaborara un informe sobre lo ocurrido en Marruecos, pero sin incluir los planes y las órdenes del alto mando, aunque una disposición de 1 de septiembre le autorizaba a examinar a todo el personal militar pues en ella se precisaba que la investigación «se contraería a los hechos realizados […], sin excepción alguna».
El 27 de octubre de 1921 el diputado socialista Indalecio Prieto hizo una sonada intervención en las Cortes sobre las responsabilidades de lo sucedido en Marruecos. Tras realizar un relato esperpéntico de lo que era la guerra de África (dijo, por ejemplo, que Melilla era «un lupanar y una ladronera»), lanzó acusaciones directas contra el rey Alfonso XIII, que provocaron continuas protestas de la mayoría de los diputados y la intervención del presidente de la Cámara en defensa de la persona «que, por su prerrogativa, está aquí fuera de toda crítica». Pero Prieto continuó: el Alto Comisario Berenguer había sido nombrado por «su gran influencia sobre el ánimo de cierta personalidad»; el general Silvestre había actuado de la forma que lo hizo porque había sido autorizado por el monarca... Y acabó con una frase que provocó un gran tumulto: «Aquellos campos de dominio [de Marruecos] son hoy campos de muerte: ocho mil cadáveres parece que se agrupan en torno de las gradas del trono en demanda de justicia». En un discurso posterior pronunciado fuera del Parlamento dijo: «una catástrofe como la de Annual en los pueblos que tienen vitalidad se liquida con una revolución que derriba al causante de la misma». Por todo ello Prieto fue procesado judicialmente.
El general Picasso tardó casi un año en elaborar el que sería conocido como el Expediente Picasso. Lo presentó el 10 de julio de 1922 al Consejo Supremo de Guerra y Marina, presidido por el general Francisco Aguilera. Se trataba de un resumen de unas cuatrocientas páginas, en el que imputaba al Mando en primer lugar, ya que «con inconsciencia, con incapacidad, con aturdimiento o temeridad ha provocado el derrumbamiento de la artificiosa construcción del territorio».  Picasso proponía el procesamiento de 37 militares pero el Consejo amplió su número hasta 70, incluyendo al Alto Comisario. Por ello el general Berenguer hubo de presentar su dimisión. «El expediente revelaba hechos dramáticos y acciones, algunas heroicas, otras cobardes, y subrayaba la desorganización, la incompetencia y los errores estratégicos del mando».
Inicialmente los socialistas mostraron su desconfianza sobre el informe que pudiera elaborar el general Picasso y sobre su virtualidad política y judicial. Así lo manifestó el diputado socialista Indalecio Prieto: «Quien quiera enterarse de lo ocurrido en la zona de Melilla, por esta información […], no se enterará de nada […]. Veinte generaciones de ratones harán sus nidos en esta montaña de papel. He aquí en qué parará toda la depuración de responsabilidades a través de las investigaciones oficiales». En mayo de 1922 Prieto volvió a insistir: «Al cabo de los meses transcurridos, no hay ante el país ni la sombra de la existencia de una responsabilidad, ni siquiera un propósito evidenciado de que en busca de la responsabilidad se camine con paso firme y seguro. Picasso no existe; Picasso ya, en labios de los españoles, es una ficción, una entelequia, en lenguaje vulgar, señor ministro de la Guerra, un camelo».
La opinión de Prieto y de los socialistas cambió radicalmente cuando pudieron conocer el contenido del Expediente Picasso gracias a la decisión del nuevo gobierno presidido por el también conservador José Sánchez Guerra —que el 7 de marzo de 1922 había sucedido a Antonio Maura, quien había presentado su dimisión al rey por las disensiones internas en el seno de su gobierno— de llevarlo al Congreso de los Diputados pocos días después de haber sido entregado al Consejo Supremo de Guerra y Marina. Así, el anteriormente escéptico Indalecio Prieto se deshizo en halagos al Gobierno de Sánchez Guerra por la «prueba de exquisito y de extraordinario respeto dada a la función de la soberanía del Parlamento» y al propio general Picasso, «dignísimo general del Ejército español que ha instruido ese expediente».
El 21 de julio, solo unos pocos días después de haber sido llevado al Congreso el Expediente Picasso, se formó una comisión parlamentaria de responsabilidades integrada por veintiún diputados (once conservadores, siete liberales, un catalanista, un republicano y un socialista; este último Indalecio Prieto) y presidida por el diputado liberal Niceto Alcalá Zamora. Conforme la opinión pública fue conociendo el contenido del Expediente fue creciendo la indignación y la exigencia de responsabilidades. De hecho, «durante la segunda mitad de 1922, el Expediente Picasso se convirtió en el centro de la vida política en España».
La Comisión hizo público su dictamen el 14 de noviembre de 1922. En realidad fueron tres dictámenes: el de la mayoría conservadora, que defendía que las responsabilidades eran exclusivamente militares y que ya las estaba juzgando el Consejo Supremo de Guerra y Marina; el de los liberales, que también apuntaba al mando militar pero incluía al gabinete conservador de Allendesalazar; y el del socialista Indalecio Prieto, que hacía responsables del «desastre de Annual» a todos los gobiernos de los partidos del turno desde 1909 y exigía el procesamiento del Alto Comisario Berenguer y el del general Felipe Navarro, que todavía estaba prisionero de Abd el-Krim. También pedía que fueran juzgados por el Senado por prevaricación los Gobiernos de Allendesalazar y de Maura. La sesión del Congreso de los Diputados en que se debatieron los dictámenes fue tormentosa, sobre todo cuando intervinieron Indalecio Prieto, que había viajado a Marruecos y hablado con las víctimas, y el conde de Romanones, que había perdido un hijo en los combates. De hecho los liberales, secundando a Romanones, abandonaron el hemiciclo cuando se votó el dictamen de Prieto, para que fuera rechazado únicamente con los votos de los conservadores.
El gobierno de Sánchez Guerra cayó en diciembre de 1922 y el rey encargó la formación de gobierno al liberal Manuel García Prieto con el decreto de disolución de las Cortes en la mano. Las elecciones se celebraron el 29 de abril de 1923 y, como era previsible según los usos de la Restauración, las Cortes surgidas de ellas tuvieron una mayoría liberal. Nada más abrirse el 24 de mayo el Consejo Supremo de Guerra y Marina presentó ante el Senado una petición de suplicatorio del general Berenguer, senador por designación del rey. Por su parte en el Congreso de los Diputados se formó el 3 julio, a petición de republicanos y socialistas, una segunda comisión parlamentaria de responsabilidades integrada por veintiún diputados y presidida por Bernardo Mateo Sagasta (de la que también formaba parte el socialista Indalecio Prieto). La Comisión se puso inmediatamente a trabajar recabando nueva documentación y celebrando varios interrogatorios a civiles y militares. En agosto suspendió sus trabajos por las vacaciones estivales y se acordó que volvería a reunirse el 20 de septiembre —o el 1 o 2 de octubre, según otras fuentes—. Nunca lo hizo porque el 13 de septiembre triunfaba el golpe de Estado de Primo de Rivera con la anuencia de Alfonso XIII. En unas declaraciones al diario británico Daily Mail el 20 de enero de 1924 el rey justificó su «aceptación» de la Dictadura de Primo de Rivera, porque entre otras razones, «había que emplear una terapéutica enérgica sobre los tumores malignos que padecíamos en la Península y en África».
En el manifiesto al país que hizo público el general Miguel Primo de Rivera se refirió de forma ambigua al «problema de Marruecos» —se decía que buscaría «solución pronta, digna y sensata»— y aún más a la cuestión de las responsabilidades por el «Desastre de Annual»: «El país no quiere oír hablar más de responsabilidades, sino saberlas exigidas pronta y justamente y esto lo encargaremos con limitación de plazo a tribunales de autoridad moral y desapasionados de cuanto ha envenenado hasta ahora la política o la ambición». La realidad fue que Primo de Rivera dio carpetazo al Expediente Picasso aunque permitió que el proceso contra el general Berenguer continuara. Este fue condenado por el Consejo Supremo de Guerra y Marina a una pena muy benevolente (separación del servicio y pase a la reserva), pero casi inmediatamente después Alfonso XIII lo indultó., aunque después se le impuso una condena de seis meses de arresto militar.
En un artículo escrito por Indalecio Prieto poco después del golpe de Primo de Rivera señalaba al propio monarca Alfonso XIII como el instigador del mismo con la finalidad de impedir que la Comisión de Responsabilidades pudiera formular ningún tipo de acusación. El artículo acababa así:

¿Qué interés podía tener la Corona en facilitar el triunfo del movimiento militar? Iban a abrirse las Cortes, a plantearse de nuevo ante ellas el problema de las responsabilidades por la hecatombe de Melilla que ya había dado al traste con el anterior Parlamento, en el debate acaso con inculpaciones mutuas se destrozasen los partidos del régimen y asomaran de nuevo altas responsabilidades personales… Quizá este espectáculo demoledor hiciera surgir el motín en las calles. La sedición militar, amparada y tutelada desde arriba podría frustrarlo. Y surgió la extraña sublevación, una sublevación de Real orden.

En cuanto al Expediente Picasso, Bernardo Mateo Sagasta Echeverría, presidente de la Segunda Comisión de Investigación en 1923, se lo llevó de los archivos del Congreso y los ocultó en la Escuela Especial de Ingenieros Agrónomos, de la que era director. Allí permaneció hasta el advenimiento de la Segunda República Española en abril de 1931 cuando Sagasta devolvió el expediente al Congreso de los Diputados. Las Cortes Constituyentes, elegidas en las elecciones de junio, se propusieron reanudar los trabajos de la Comisión de Responsabilidades que habían quedado interrumpidos en septiembre de 1923.

## La formación de la Comisión de Responsabilidades
Una de las primeras decisiones de las Cortes Constituyentes de la República fue nombrar una nueva Comisión de Responsabilidades que retomara los trabajos de la abortada por el golpe de Estado de Primo de Rivera de septiembre de 1923. Pero en esta ocasión no se iba a limitar al Desastre de Annual sino que sobre todo se ocuparía de depurar las responsabilidades contraídas por las dictaduras, la de Primo de Rivera y las del general Berenguer y del almirante Aznar, todas ellas consentidas y auspiciadas por el rey Alfonso XIII.
La Comisión se constituyó el 31 de julio bajo la presidencia de Carlos Blanco (que luego sería sustituido por Manuel Cordero). Estaba formada por 25 diputados entre los que se encontraban Rafael Guerra del Río, Ángel Galarza, Eduardo Ortega y Gasset, Teodomiro Menéndez, Antonio Royo Villanova y Juan Lluhí. Para albergar la gran cantidad de documentos que se pensaba reunir se habilitaron unas estancias en el piso superior del Congreso de los Diputados.
El 7 de agosto de 1931 —el 12 de agosto, según otras fuentes—, la Comisión de Responsabilidades presentó el dictamen sobre el Proyecto de ley que regularía sus funciones. En su exposición de motivos, la Comisión demandaba un marco legal en el cual, «teniendo ante todo el derecho de gentes y las garantías que la soberanía popular ha reclamado plenamente, haga factible una obra de justicia».
En el dictamen presentado por la Comisión se hablaba de forma genérica de «las responsabilidades interrumpidas por el golpe de Estado de 1923, tanto las comprendidas en el expediente Picasso, como aquellas otras de que se hicieron eco las Cortes, y las contraídas posteriormente durante las Dictaduras». Se dotaba de amplísimos poderes jurisdiccionales y ejecutivos a la Comisión al no estar sujeta a las leyes de enjuiciamiento criminal (el artículo 1.º decía: «La Comisión no vendrá obligada a sujetarse a los preceptos de ninguna ley en materias de procedimientos, en la tramitación de las investigaciones») y al poder adoptar «cuantas medidas precautorias estime convenientes, en personas y cosas» (art. 7). Finalizado el proceso de instrucción la Comisión formularía una propuesta de condena que remitiría a las Cortes, pudiendo proponer «libremente» si el delito o falta no estuviese definido en las leyes penales vigentes.
El dictamen de la Comisión provocó una honda preocupación incluso entre los diputados de la mayoría. Así, en la reunión que mantuvieron los diputados de Acción Republicana bajo la presidencia de su líder Manuel Azaña se cuestionó el proyecto de ley que determinaba las funciones de la Comisión. «La Comisión se erige en instructora y acusadora, con facultades omnímodas, y atribuye a las Cortes la facultad de imponer penas», escribió Azaña en sus Memorias políticas. En el relato de la reunión Azaña señala que «uno de los que más chilla contra el proyecto es Castrovido» porque considera que «las responsabilidades de orden político han quedado liquidadas por la revolución, que ha expulsado del poder a los culpables». Pedro Rico «cree que habiendo dejado marcharse al rey, no es posible ensañarse con sus servidores. Vale más dar una amnistía» y añade que los miembros de la Comisión «no han hecho más que tonterías». La mayoría de los diputados de Acción Republicana están de acuerdo en «que las Cortes van a convertirse en Convención», aunque «todos reconocen también que no se puede dejar morir el asunto de las responsabilidades porque todo el país las pide».
La alarma por el dictamen también alcanzó al Gobierno Provisional de la Segunda República Española. Según escribió Azaña en su Memorias políticas en la reunión del 10 de agosto, «el Presidente [Alcalá Zamora], Maura, Lerroux y otros, se muestran alarmadísimos. Convención. Confusión de poderes. Peligro de la República. Amenaza de terror. [...] Albornoz se muestra partidario de los poderes omnímodos de la Comisión y de que las Cortes juzguen, definan las penas y sentencien. El Presidente expone que solo puede admitir que las Cortes nombren un tribunal que juzgue y sentencie, con entera separación de la función legislativa, y que la Comisión no puede ser fiscal y juez». Y a continuación insinúa que está dispuesto a dimitir si los grupos parlamentarios no aceptan las indicaciones del Gobierno.

### La ley de la Comisión de Responsabilidades
El dictamen de la Comisión fue debatido intensamente por el pleno de las Cortes entre los días 13 y 25 de agosto. Sus defensores alegaron: «El más alto tribunal del país es el Parlamento, y no hay peligro de que se extravíe en sus funciones»; «No se puede admitir un poder fiscal superior al Parlamento. Es el pueblo no la ciencia quien ha hecho la revolución»; «La magistratura corrompida no nos merece confianza y es merecedora de otra trituración como la hecha en el Ejército». Entre los que se opusieron se encontraba Pedro Rico quien afirmó: «Cuando la Cámara invade el Poder Judicial, cuando la Cámara invade el Poder Ejecutivo, la Cámara deja de ser el Poder Legislativo para convertirse en el único órgano de gobierno, con toda la responsabilidad de esta conversión y con todo el peligro a las terribles consecuencias que la Historia nos señala cuando se producen estos cambios». Salvador de Madariaga dijo: «el impunismo nunca; pero es menester que el castigo se haga con la ley en la mano [...] Se pelea con las armas, se discute con los argumentos, se juzga con la ley y nada más». No se aceptó la propuesta del Presidente del Gobierno Provisional de crear un Tribunal Especial y el Gobierno corrió el peligro de perder la confianza de las Cortes. «Puede ser el fin de la República», escribió Azaña.
Para salvar la situación en la sesión del 25 de agosto se presentó un texto transaccional que sería el que finalmente se aprobó. En el artículo 1.º se concretaron en cinco las cuestiones sobre las que se pedirían responsabilidades: «Las Cortes Constituyentes ['en funciones de Soberanía Nacional', se decía en la introducción] confieren a su Comisión de Responsabilidades la misión de instruir cuantas diligencias estime oportuno para depurar, y en su día exigir, las altas responsabilidades políticas o de gestión ministerial que hayan causado grave daño material o moral a la Nación, concretadas en las cinco categorías siguientes: a) Alta responsabilidad de Marruecos. b) Política social de Cataluña. c) Golpe de Estado de 13 de Septiembre de 1923. d) Gestión y responsabilidades políticas de las Dictaduras. e) Proceso de Jaca». A los procesados se les otorgaban los beneficios que les daban diversos artículos de la Ley de Enjuiciamiento Criminal, aunque se especificaba que «las atribuciones, facultades y deberes que en ellos se refieren a Tribunales y Jueces quedan vinculados en la Comisión parlamentaria» (Art. 4.º). Se otorgaba a la Comisión la facultad de «reclamar en cualquier momento sumarios, autos y expedientes [...] El juez o autoridad correspondiente no podrá, en ningún caso, dejar de cumplir la orden de remisión del sumario o expediente, ni de ejecutar las diligencias solicitadas. Asimismo tendrá facultades para reclamar directamente el auxilio de todos los funcionarios de la Policía Judicial...» (art. 5.º). «La Comisión podrá adoptar cuantas medidas precautorias estime convenientes, en personas y cosas...» (Art. 6.º) «Terminada la instrucción de diligencias en cada caso, se articularán los cargos que, a juicio de la Comisión, se deduzcan contra persona o personas determinadas, e inmediatamente se les comunicará a los inculpados, dándoles vista del expediente y señalándoles un plazo prudencial para su contestación y para la aportación de las pruebas que estime de interés para su defensa» (Art. 8.º). «Terminada la instrucción de cada expediente, la Comisión elevará a la Cámara la propuesta de responsabilidad, en la cual se señalará en cada caso el Tribunal que, a juicio de la Comisión, debe sancionar los hechos. La Cámara acordará libremente lo que estime oportuno en cada caso particular de los le sean sometidos por la Comisión».
Como ha señalado Alfonso Bullón de Mendoza, con la propuesta transaccional seguía sin resolverse la cuestión fundamental, «si el Parlamento se iba a convertir o no en un tribunal» «pues sería él mismo quien lo decidiría en cada caso». Ángel Ossorio y Gallardo hizo un último intento para que el órgano competente para determinar las responsabilidades no fueran las Cortes sino el Tribunal de Garantías Constitucionales, previsto en el proyecto de Constitución, pero fracasó. Ossorio y Gallardo lo argumentó así: «Frente al fenómeno de la Dictadura española, mantenemos todavía un santo encono, una irritación laudatoria y, ¡ojalá no se borre de nuestro espíritu!, tenemos el ánimo de fiscales, de perseguidores, de acusadores [...] pero yo os digo que en esta disposición de ánimo difícilmente podremos instruir, aunque sometidos a la prudencia y al tino de veinticinco Diputados seguramente podremos acusar; pero juzgar de ninguna manera [...] La Cámara, por lo mismo que vibra de indignación acusatoria, no puede juzgar».

## El proceso contra Alfonso XIII

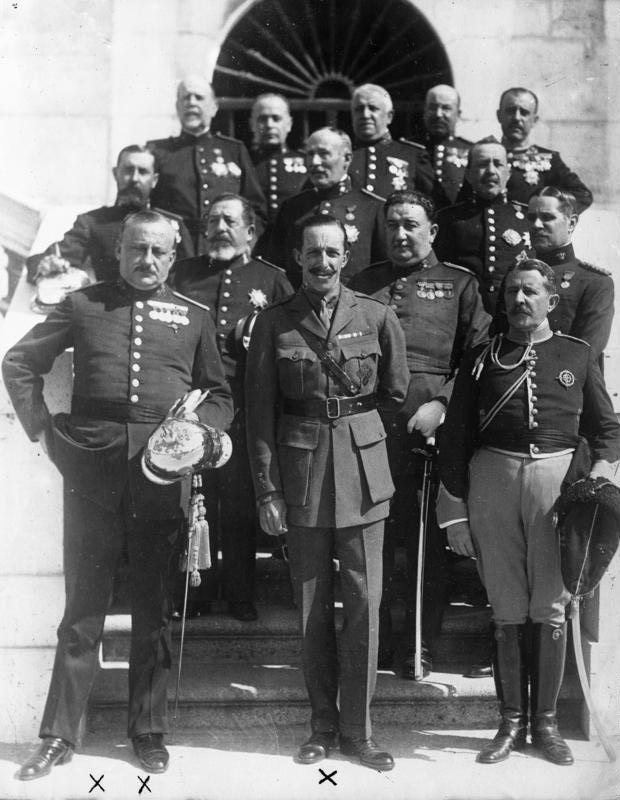
El rey Alfonso XIII con los miembros del Directorio Militar (1923). De izquierda a derecha: el general Primo de Rivera, el rey Alfonso XIII, y el general José Cavalcanti de Alburquerque, en primera fila; el general Antonio Mayandía Gómez, el general Federico Berenguer Fusté y general Leopoldo Saro Marín, en segunda fila; el general Antonio Dabán Vallejo, el general Francisco Ruiz del Portal y el general Luis Navarro y Alonso de Celada, en tercera fila; el general Luis Hermosa y Kith, el general Dalmio Rodríguez Pedré, el general Adolfo Vallespinosa Vior, el general Francisco Gómez-Jordana Sousa, y el general Mario Muslera y Planes, en última fila.

La decisión de las Cortes Constituyentes de juzgar al exrey Alfonso XIII causó una gran indignación entre los monárquicos. El exministro de la Dictadura de Primo de Rivera José Calvo Sotelo, que se encontraba exiliado en Lisboa, afirmó en unas declaraciones al diario de ultraderecha Informaciones que la República no podía juzgar al «rey»: «"Pactó" con él el día 14 de abril. ¿Fue liberalidad? Pues la liberalidades son irrevocables. ¿Fue transacción? Pues una de las partes no puede incumplirla sin incurrir en felonía. La salida del monarca evitó sangre, y en haberse proclamado sin ella estribaba el mayor orgullo de la segunda República española. ¿Ya se arrepiente de eso?».
El 12 de noviembre de 1931 se hizo público el dictamen de la Comisión de Responsabilidades en el que se acusaba a Alfonso XIII de haber mantenido una «tenaz desviación del Poder real al apartarse de las normas constitucionales» y de haber mantenido «desde sus albores una irrefrenable inclinación hacia el Poder absoluto». Su acatamiento a la Constitución siempre fue «formulario e ineficiente»; los ministros por él preferidos resultaron «los que se oponían más duramente a las aspiraciones populares» y él mismo otorgaba «por sí mismo los cargos militares, las mercedes y recompensas para suscitar una personal adhesión en el ejército». Al Parlamento, «lo toleraba solo a manera de ficción democráticas» y los repetidos «decretos de disolución» destruían «ese débil vestigio de poder popular». Sobre el Desastre de Annual, decía que «directamente y a espalda del Consejo de Ministros había dispuesto esta operación militar» y sobre la Dictadura de Primo de Rivera destacaba «el carácter palatino de los militares que fueron el núcleo de la sublevación» y que su participación en el golpe era «un hecho histórico incontrovertible», siendo «el esencial y primer responsable del triunfo de la sublevación». El dictamen concluía que Alfonso XIII había cometido un «delito de lesa majestad» y que por tanto debía ser «degradado solemnemente de todas sus dignidades, derechos y títulos», «sin que pueda reivindicarlos jamás ni para sí ni para sus sucesores», y se proponía que fuera condenado a «prisión perpetua» si volvía a España, «aunque la gravedad de sus culpas le harían merecedor de la pena de muerte», pena que se le aplicaría «en el caso de que por continuar con sus actos de rebeldía después de destronado por el pueblo por su personal actuación y la de sus secuaces pudiera constituir un peligro para el Estado republicano». El dictamen también incluía la pena de la incautación por el Estado «de todos los bienes, derechos y acciones de su propiedad que se encuentren en territorio nacional».
Dos miembros de la Comisión, el agrario Antonio Royo Villanova y el republicano de derechas José Centeno, emitieron un voto particular más moderado en el que rebajaban el delito de «lesa majestad» al de «alta traición», «cualificado moralmente por el perjurio y jurídicamente por el secuestro alevoso y reiterado de la soberanía nacional». En consecuencia proponían el «extrañamiento perpetuo» y la pena accesoria de «inhabilitación» para el ejercicio de todo cargo público.
El dictamen mayoritario de la Comisión fue muy criticado, no solo por los monárquicos sino también por destacados líderes republicanos que lo consideraron «mal escrito, mal pensado, declamatorio, pueril». El jurista socialista Luis Jiménez de Asúa lo calificó de «risible» y hasta Indalecio Prieto, enemigo acérrimo de Alfonso XIII cuando fue diputado en las Cortes de la Monarquía, lo consideró «una pamplina». Incluso el propio presidente del gobierno de la República Manuel Azaña lo describió como «detestable» —«contiene disparates como acusar al rey de un delito de lesa majestad... contra el pueblo»—. Por su parte el diputado monárquico Calvo Sotelo —aunque no había podido validar su acta porque la «Dictadura republicana» se lo había impedido al no haberle reconocido la inmunidad parlamentaria y en cuanto pisara territorio español sería detenido por lo que continuaba expatriado en Lisboa— presentó un escrito en las Cortes en defensa de Alfonso XIII, no solo como diputado sino «como ministro que fui de la Corona y como caballero» (el escrito fue publicado por el diario monárquico ABC el 19 de noviembre).
El dictamen de la Comisión fue debatido por el pleno de las Cortes el 19 de noviembre, y la sesión se prolongó a la madrugada del día siguiente. El conde de Romanones, exministro de la Monarquía y diputado —había resultado elegido en las elecciones constituyentes de junio por la circunscripción de Guadalajara—, asumió la defensa de Alfonso XIII. Comenzó diciendo que se acusaba al monarca destronado de haber tenido «inclinaciones de poder absoluto» pero «si juzgáramos por las inclinaciones ¿quién sería el que estuviera libre de condena?». A continuación se refirió a que ni él mismo ni ningún otro ministro fue obligado por el rey a firmar un decreto en contra de su voluntad. En cuanto a Marruecos dijo que en el Expediente Picasso, «tan discutido, tan examinado», no había «pruebas fehacientes ni siquiera indiciarias» de la intervención de don Alfonso. Y en cuanto a la Dictadura, después de recordar que él mismo había sido «un enemigo irreductible» de ella, intentó exonerar a Alfonso XIII alegando que Primo de Rivera «había sido un general que desde el primer momento se impuso al Rey de una manera clara, terminante y categórica» por lo que al monarca no le quedó otra salida que aceptarla ya que tampoco encontró apoyo en la opinión pública, en su mayoría favorable al golpe. Se preguntó a continuación si el rey hubiera podido derribar a la Dictadura: «Yo no sé si lo intentó, ni siquiera si pasó por su mente, pero estoy seguro que de haber querido hacerlo el vencido hubiera sido él». Luego la situación cambió y «llegó un momento en que el dictador parecía menos inexpugnable» y lo destituyó (esta última afirmación, según el Diario de Sesiones, provocó «grandes risas» entre los diputados). Terminó refiriéndose al acuerdo alcanzado con el entonces presidente del «comité revolucionario» Niceto Alcalá Zamora para la salida del rey del país: «Si el señor Alcalá Zamora hubiera creído que sobre el Rey pesaban esas responsabilidades de que le acusa la comisión se hubiera negado en absoluto a que el entonces Rey saliera de España». Azaña escribió en su diario: «Romanones, defendiendo al Rey destronado ante las Cortes republicanas es toda una conclusión de la historia de un tercio de siglo. Y no tuvo ni un acento elevado. La defensa de la dinastía y del rey suscitó risas. Son tal para cual». Por otro lado, el ex-rey Alfonso XIII y el Príncipe de Asturias le agradecieron en una carta al conde de Romanones su defensa en las Cortes republicanas «en estos momentos de inmensas tribulaciones y hondas amarguras».
En nombre de la Comisión le respondió —«con escasa destreza»— el radical-socialista Ángel Galarza, que también era fiscal general de la República, quien recordó que el propio Romanones había hablado en sus memorias de las propensiones autoritarias y militaristas de Alfonso XIII. A continuación se refirió al «entusiasmo» que mostró el rey con respecto a la Dictadura. Y concluyó diciendo que «los delitos que cometen los Reyes no están en los artículos de los Códigos», pues estos «no prevén nunca en ningún país donde existe un Rey inviolable la posibilidad del delito porque solo concebir o definir el delito sería injuriar a la majestad que se alza en el puesto más preeminente del Estado».
Intervino a continuación el exmonárquico y republicano moderado Ángel Ossorio para realizar un duro alegato jurídico contra el dictamen de la Comisión: «votar este dictamen donde hay tales deficiencias procesales; donde se retuercen los textos legales para llamar delito de lesa majestad al cometido por el Rey, por el ex Rey, contra el pueblo, donde se habla de una rebelión militar sin decir en qué forma participó en ella; donde se establecen penas que no se aplican porque no se pueden aplicar y que dejan latentes en lo futuro por si algún día conviene aplicarlas; dictamen en el que concurren todas esas cosas tiene un carácter de complicación... curialesca, de retorcimiento de textos legales, de cosa minúscula y detallada, que rebaja un poco el tono del debate y la magnitud de la prueba».
Entonces varios diputados de Acción Republicana, el partido del presidente del Gobierno Manuel Azaña, presentaron una enmienda transaccional que asumía en parte el voto particular de Villanova y Centeno pues se proponía cambiar el delito de «lesa majestad» por el de «alta traición». El texto fue leído poco después de la medianoche por el presidente de las Cortes, el socialista Julián Besteiro. La Comisión aceptó la enmienda —Azaña presionó a su presidente Manuel Cordero para que influyera sobre sus compañeros—, pero antes de que se votara intervinieron Alcalá-Zamora y el presidente del Gobierno. El primero defendió su actuación en la salida de Alfonso XIII de España. Dijo que la había facilitado porque «no podía querer que la República naciera deshonrada» pues «yo quería evitar la tragedia sangrienta de la revolución española». También expresó su convencimiento «profundo, absoluto, inconmovible, rotundo, terminante» sobre la culpabilidad del rey en el golpe de Estado de Primo de Rivera. Por su parte, Manuel Azaña asumió también la responsabilidad por la forma en se produjo la salida de Alfonso XII: «Todo cuanto se hizo el 14 de abril fue de común acuerdo, participando todos en la responsabilidad». Y añadió:

Lo más alto, lo más luminoso, lo que quedará como raro ejemplo en la historia de España es que se haya podido derrocar un régimen en medio de la universal alegría de los españoles... [pues] el defensor de la familia real aquella noche fue el pueblo de Madrid. [...] Este es un proceso de orden político, de fundamento moral y de resonancia histórica... Si queréis que lo resuma en una fórmula diré que esta noche con esta votación se realiza una segunda proclamación de la República en España.

Azaña pidió la unanimidad en la votación del nuevo dictamen, más moderado que el presentado inicialmente por la Comisión, y lo consiguió. A las 3:55 de la madrugada del 20 de noviembre el nuevo dictamen fue aprobado por aclamación.
En cuanto a la fortuna del exrey, solo una semana después de la proclamación de la República el 14 de abril, el Gobierno Provisional había decretado la incautación por el Estado de los bienes del patrimonio de la Corona de España, salvo los efectos particulares de la reina. Y un decreto de 13 de mayo había encomendado a una Comisión Dictaminadora del Caudal Privado la realización de un informe que evaluase la fortuna personal de la familia real y su procedencia con el objeto de determinar si eran ciertas las acusaciones que se habían formulado sobre corrupciones y fraudes basados en el tráfico de influencias. El 7 de diciembre de 1932 la Comisión presentó su informe en el que señalaba la existencia de irregularidades en los libros de contabilidad de la Intendencia General del palacio, además de la inexistencia de inventarios de fin de ejercicio. El informe, que no fue hecho público por el Gobierno, concluía que «los datos sobre los que la comisión se ve obligada a operar son insuficientes y faltos de la necesaria garantía». Según un estudio de 1986 la fortuna personal de Alfonso XIII cuando fue destronado en abril de 1931 ascendía a 32,5 millones de pesetas. De ellos solo pudieron ser incautados por el Estado unos 7 millones, que era el dinero que tenía depositado el exrey en el Banco de España.
En conclusión, según Javier Tusell y Genoveva García Queipo de Llano, «hoy, con perspectiva histórica, parece que lo que dijeron Romanones y Ossorio, antiguos colaboradores de la Monarquía, estaba más cerca de la verdad histórica que lo afirmando en el dictamen». Por su parte Eduardo González Calleja, partiendo de la frase de Azaña de que «con esta votación se realiza la segunda proclamación de la República en España», afirma: «En efecto, con este acto de justicia, tan discutible desde el punto de vista del formalismo legal como de su utilidad política en aquellos momentos, se consumaba la ruptura legal y simbólica con el régimen existente hasta el 14 de abril».

## El proceso contra los exministros de la Dictadura de Primo de Rivera

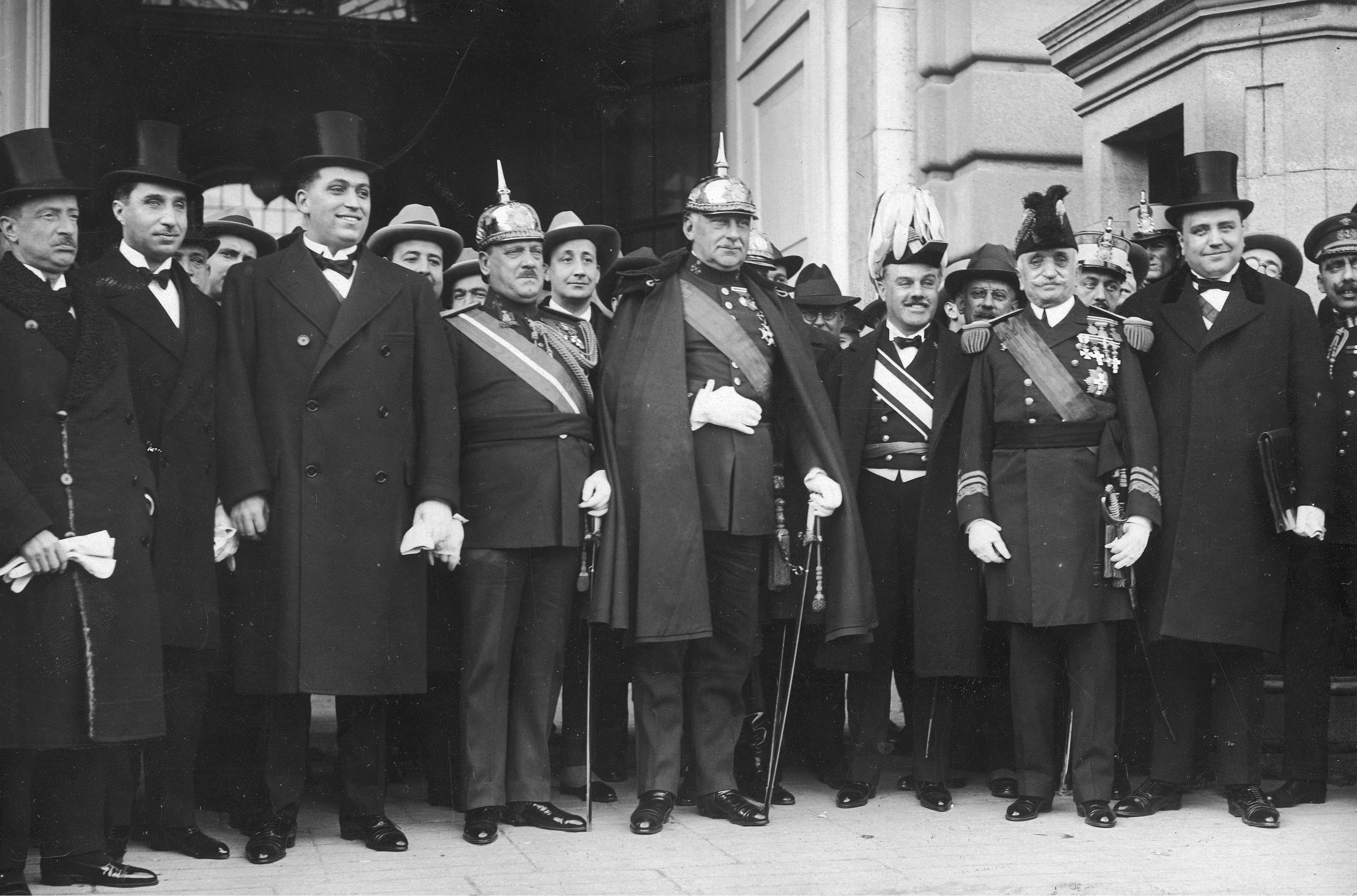
Los miembros del directorio civil de Primo de Rivera en diciembre de 1925. En primera fila, de izquierda a derecha, Eduardo Callejo (Instrucción Pública), José Yanguas (Estado), José Calvo Sotelo (Hacienda), Severiano Martínez Anido (Gobernación), Miguel Primo de Rivera (presidente), conde de Guadalhorce (Fomento), Honorio Cornejo (Marina) y Eduardo Aunós (Trabajo).

El 2 de septiembre, solo una semana después de que las Cortes Constituyentes aprobaran la ley de la Comisión de Responsabilidades, esta ordenó la detención de todos los civiles y militares que habían formado parte del Directorio Militar y del Directorio Civil de la Dictadura de Primo de Rivera. Sin embargo, muchos de ellos se encontraban fuera del país pues habían abandonado España nada más proclamarse la República el 14 de abril. Era el caso del general Severiano Martínez Anido, de José Yanguas Messía, del conde de Guadalhorce, de Eduardo Aunós, del conde de los Andes, de Eduardo Callejo de la Cuesta y de Rodríguez Pedré. También se procedió contra los generales que habían participado en el golpe de Estado de 1923, como Federico Berenguer, José Cavalcanti y Diego Muñoz Cobos. Sin embargo se excluyó al general Sanjurjo por haber colaborado en la proclamación de la República cuando el 14 de abril se encontraba al frente de la Guardia Civil. El Gobierno se enteró de las detenciones por la prensa ya que no había sido informado. El ministro de Comunicaciones Diego Martínez Barrio comentó: «Cuando se eligió a la Comisión, nadie pensó que se le darían las atribuciones que tiene. De pensarlo, se habría designado a otras personas».
Poco después se acordó que el exministro Galo Ponte, que llevaba tres meses en prisión, fuera trasladado a un balneario por motivos de salud. También se ordenó la puesta en libertad de Sebastián Castedo Palero, que no había estado ni una semana al frente del Ministerio de Economía Nacional. Otra de las decisiones que tomó la Comisión fue inspeccionar el archivo del general Miguel Primo de Rivera pero no encontró ningún documento relevante pues había sido trasladado previamente a París, la ciudad donde el Dictador se exilió en enero de 1930 y donde murió poco después.
El 9 de septiembre la subcomisión encargada de depurar las responsabilidades derivadas del golpe de Estado de Primo de Rivera de 1923 pidió a las Cortes la concesión del suplicatorio para procesar al exministro de la Dictadura José Calvo Sotelo, que había obtenido un escaño en las elecciones a Cortes Constituyentes de junio. El día 16, la Comisión formada para tramitarlo se mostró partidaria de concederlo. Al día siguiente Calvo Sotelo envió un telegrama desde Lisboa, a donde se había marchado el mismo día en que se proclamó la República, al presidente de las Cortes republicanas Julián Besteiro para pedirle las garantías necesarias para poder volver a España y defenderse personalmente de las acusaciones que se formulaban contra él, pero el telegrama que le envió ese mismo día Besteiro no le aseguraba completamente que no sería detenido («Gestiono de Comisión de Responsabilidades seguridad de que, conforme a sus deseos, no sea detenido. Gobierno ofrece garantías seguridad personal», decía el telegrama). Envió nuevos telegramas que no tuvieron respuesta y finalmente remitió un escrito a las Cortes «como diputado constituyente» alegando que se le acusaba de un delito «político» y no de un «delito común» y por tanto no se le podía privar de su inmunidad parlamentaria, aplastando así «la voz aislada de la oposición». Además en el escrito denunció la discriminación jurídica que sufrían los procesados por su participación en la Dictadura de Primo de Rivera: «cualquier delincuente, el más repulsivo, el más abyecto, puede ampararse en doscientos o trescientos artículos de la Ley de Enjuiciamiento Criminal. Para nosotros, apenas rige la cuarta parte y entre los que se nos niegan figura el relativo a las recusaciones, con lo que es posible que actúen como jueces —hecho monstruoso, que la Historia juzgará— unos hombres que sistemáticamente se consagraron a deshonrarnos».
La concesión del suplicatorio para procesar a Calvo Sotelo fue debatida en sesión secreta por el pleno de las Cortes el 22 de septiembre —en los días anteriores Besteiro había intentado sin éxito que la Comisión de Responsabilidades le asegurara a Calvo Sotelo que no sería detenido si regresaba a España—. El diputado de Acción Nacional, José María Gil Robles, que también había hecho gestiones en nombre de Calvo Sotelo en el mismo sentido que las de Besteiro ante la Comisión de Responsabilidades, defendió que se concediera el suplicatorio porque ese era el deseo del propio Calvo Sotelo, pero pidió a continuación que el procesamiento no llevara aparejado la prisión preventiva, «siempre que el procesado dé palabra de honor de estar en todo momento a disposición de la Cámara y de la Comisión de responsabilidades y a las resultas del fallo que en su día recaiga». Lo argumentó diciendo que si se le detenía se le impedía «venir a la Cámara a defender su gestión, lo cual iría contra la esencia de la inmunidad parlamentaria, que no es inherente a la persona, sino a la función». Le respondió el radical-socialista Ángel Galarza, miembro de la Comisión de Responsabilidades, que dijo que «la Cámara debe responder a las exigencias» del «pueblo» «y darle completa satisfacción» ya que es «es público el delito de alta traición cometido por el Sr. Calvo Sotelo». El socialista Manuel Cordero Pérez, presidente de la Comisión de Responsabilidades, afirmó que Calvo Sotelo «atropelló los derechos individuales y no tiene por tanto ahora el de querer ampararse en ellos» y que si no se le detenía preventivamente «se le colocaría en una situación de privilegio sobre los demás encartados». Mariano Ruiz Funes señaló que «aun cuando los llamados [delitos] políticos obedecen siempre a móviles nobles y elevados no sucede esto en los cometidos por el Sr. Calvo Sotelo que dieron lugar a transformar una monarquía Constitucional en absoluta y dictatorial». Finalmente la Cámara votó a favor de la concesión de suplicatorio, sin la garantía de que no sería detenido, por lo que Calvo Sotelo no regresó a España.
El diario católico El Debate, órgano oficioso de la derechista Acción Nacional, publicó al día siguiente: «La Asamblea Constituyente ha ofrecido al país otra prueba de su intransigencia partidista y pasional». Según el propio Calvo Sotelo, «con su proceder, la Cámara ha quebrantado normas tradicionales del Derecho parlamentario universal; ha pisoteado las esencias democráticas de que tanto alardea la joven República». A partir de entonces el exministro de la Dictadura de Primo de Rivera, miembro del partido Unión Monárquica Nacional (partido fundado para defender y preservar la «obra» del general Primo de Rivera), empezó a utilizar el término «Dictadura republicana» para referirse a la República democrática.
El 21 de junio de 1932 las Cortes debatieron la composición del Tribunal que debía juzgar las responsabilidades contraídas por el golpe de Estado de 1923 y por el Directorio Civil. Se aprobó la propuesta de la Comisión de Responsabilidades de que lo integraran 21 diputados designados por la Cámara. La propuesta alternativa del republicano federal José Franchy Roca de que el tribunal estuviera formado por magistrados y por parlamentarios, había sido previamente rechazada por 112 votos contra 95. El 11 de noviembre Calvo Sotelo remitió un largo escrito al Tribunal Parlamentario de Responsabilidades protestando «de su constitución como Tribunal, de la jurisdicción que se arroga, de las resoluciones que prepara y del procedimiento que sigue». El punto 4 del mismo se refería a la «inexistencia de delito», en el que señalaba que no se le puede considerar «cómplice necesario» de la Dictadura, porque si él y sus compañeros no hubieran ocupado esos cargos otros lo hubieran hecho, añadiendo a continuación que al menos él, al haber sido elegido diputado, ya había sido absuelto por las urnas («el sufragio tiene categoría de causa extinta de las responsabilidades políticas [...] el pueblo me ha votado, "no a pesar" de mi condición de ex Ministro de la Dictadura, sino precisamente por haberlo sido»).
La vista del juicio contra los colaboradores de la Dictadura comenzó el 22 de noviembre de 1932 y se prolongó durante varios días. Actuaron como abogados defensores, entre otros, los diputados de derechas José Martínez de Velasco y José María Gil Robles, y el hijo del Dictador José Antonio Primo de Rivera. La sentencia se hizo pública el 7 de diciembre condenando a los acusados. Hubo un voto particular de dos miembros del Tribunal Parlamentario, el diputado agrario Cándido Casanueva y el vasco-navarro José Horn Areilza, que pedía la absolución basándose en que el artículo 28 de la Constitución de la República que establecía que «sólo se castigarán los hechos declarados punibles por ley anterior a su perpetración», y «ni el delito de alta traición [...] ni el de participación facciosa en el secuestro de la soberanía nacional [...] figuran como tales en ninguna de las leyes españolas anteriores a aquella fecha».
Las condenas fueron las siguientes: José Calvo Sotelo, como autor de un delito de auxilio a la alta traición, a doce años de confinamiento en Santa Cruz de Tenerife y «a veinte años de inhabilitación con la misma pérdida de derechos pasivos»; el general Severiano Martínez Anido, a doce años de confinamiento en Mahón y veinte años de inhabilitación y pérdida de derechos pasivos; José Yanguas Messía y Eduardo Callejo de la Cuesta a ocho achos de confinamiento en Santa Cruz de Tenerife y veinte años de inhabilitación y pérdida de derechos pasivos; Eduardo Aunós, el conde de Guadalhorce y el conde de los Andes a ocho años confinamiento en Las Palmas y veinte años de inhabilitación y pérdida de derechos pasivos; Galo Ponte a seis años de destierro a 250 kilómetros de Madrid y veinte años de inhabilitación y pérdida de derechos pasivos; Sebastián Castedo Palero y los responsables militares de la Dictadura (Honorio Cornejo Carvajal, Julio Ardanaz y Mateo García de los Reyes) al destierro a 250 kilómetros de Madrid y doce años de inhabilitación.
Como respuesta a la sentencia los exministros de la Dictadura que se encontraban fuera de España hicieron público un escrito de homenaje al general Miguel Primo de Rivera que comenzaba diciendo: «Hoy más que nunca queremos proclamar ante España entera que estimamos como un singular honor, del que nos sentimos orgullosos, el haber prestado nuestra voluntaria y entusiasta colaboración a su gigantesca obra de gobierno». Por su parte Calvo Sotelo publicó un libro a principios de 1933 titulado Las responsabilidades políticas de la Dictadura en cuya introducción afirmaba que en el juicio se habían «pisoteado» varios artículos de la Constitución republicana, entre ellos el 28, como ya había puesto de manifiesto el voto particular de la sentencia, o el que establecía que «Nadie podrá ser juzgado sino por juez competente y conforme a los trámites legales». A continuación realizaba un duro alegato contra la República y una exaltada defensa de la Dictadura de Primo de Rivera. De esta última decía que había estado inspirada por la «fraternidad cristiana» mientras que la primera estaba gobernada por «hombres fríos e implacables» cuyas «plumas enconadas mojan en toda clase de hieles» (envidia, soberbia, codicia, iracundia...). «¿A dónde vamos, adónde se nos lleva? Venimos de la Fraternidad y se nos quiere conducir al canibalismo demagógico».
En las elecciones de noviembre de 1933 Calvo Sotelo, que seguía exiliado en París, volvió a obtener un escaño. El 19 de enero de 1934, una vez constituidas las nuevas Cortes, en las que el centro y las derechas tenían la mayoría, un grupo de 24 diputados, muchos de ellos del partido monárquico Renovación Española, con su presidente Antonio Goicoechea al frente, pidieron al Gobierno radical de Alejandro Lerroux que tomara las medidas necesarias «para que D. José Calvo Sotelo pueda ejercer inmediatamente el cargo de Diputado, para el que ha sido elegido», más aún cuando la sentencia por la que continuaba fuera de España había sido pronunciada por un «tribunal político» y además había quedado sin efecto por «la voluntad de los electores» que es la que debe prevalecer. La respuesta del Gobierno fue que se proponía aprobar una amplia amnistía, en la que estaría incluido Calvo Sotelo, y también el conde de Guadalhorce, que también habían resultado elegido (y asimismo estaba condenado por el Tribunal Parlamentario de Responsabilidades). Finalmente la ley de amnistía se publicó en el Diario de Sesiones el 2 de mayo, con fecha de 20 de abril, después de superar numerosos obstáculos, sobre todo los que opusieron los socialistas —contrarios a que se amnistiara a los implicados en el golpe de Estado de agosto de 1932, incluido su cabecilla, el general Sanjurjo— y el propio presidente de la República Niceto Alcalá Zamora, que se negaba a que a los militares comprometidos con el golpe se les dejara volver al servicio activo. La amnistía incluía a todos los procesados y sentenciados por hechos anteriores al 23 de marzo de 1934, por lo que las condenas de los exministros de la Dictadura por el Tribunal Parlamentario de Responsabilidades quedaron anuladas y los que se habían expatriado pudieron volver a España. Calvo Sotelo llegó a Madrid el 4 de mayo y al día siguiente el diario monárquico ABC le dedicaba la portada.
El 8 de mayo se discutieron en las Cortes las actas de Calvo Sotelo y del conde de Guadalhorce, paso previo para poder ocupar sus escaños. El portavoz socialista dijo: «no consideramos que por el solo hecho de la ley de Amnistía los delitos cometidos por los elementos de la Dictadura se hayan borrado de nuestro recuerdo; por lo tanto, no encontramos motivo alguno para que el Sr. Calvo Sotelo sea admitido en esta Cámara y en este sentido votaremos en contra». Las actas fueron finalmente aprobadas y pudieron prometer su cargo. «Hoy jura la Dictadura», gritó un diputado.